# L'Arène divisée (Goya, 1825)
Pour les articles homonymes, voir Arène divisée.
L'Arène divisée (en espagnol : Plaza partida) est une lithographie réalisée par Francisco de Goya en 1825 et faisant partie de la série de quatre lithographies, Les Taureaux de Bordeaux, réalisées dans cette ville.

## Contexte
En mai 1823, la troupe du duc d'Angoulême, les Cien Mil Hijos de San Luis (« les Cent Mille Fils de Saint Louis ») ainsi que les appellent alors les Espagnols, prennent Madrid dans le but de restaurer la monarchie absolue de Ferdinand VII. Une répression des libéraux qui avaient soutenu la constitution de 1812, en vigueur pendant le Triennat libéral, a alors immédiatement lieu. Goya — de même que sa compagne Leocadia Weiss — a peur des conséquences de cette persécution et part se réfugier chez un ami chanoine, José Duaso y Latre. L'année suivante, il demande au roi la permission d'aller en convalescence au balnéaire de Plombières-les-Bains, permission qui lui sera accordée. Goya arrive en été 1824 à Bordeaux et continue vers Paris. Il revient en septembre à Bordeaux, où il résidera jusqu'à sa mort.
Les dessins de ces années, rassemblés dans l’Álbum G et l’Álbum H, rappellent soit les Disparates et les Pinturas negras, soit possèdent un caractère costumbriste et réunit les estampes de la vie quotidienne de la ville de Bordeaux qu'il récupère lors de ses ballades habituelles, comme c'est le cas dans le tableau la Laitière de Bordeaux (entre 1825 et 1827). Plusieurs de ces œuvres sont dessinées avec un crayon lithographique, en consonance avec la technique de gravure qu'il pratique ces années-là, et qu'il utilise dans la série de quatre estampes des Taureaux de Bordeaux (1824-1825).
Cette série est composée d’El famoso americano, Mariano Ceballos (« Le célèbre américain Mariano Ceballos »), Bravo toro (« Le matador El Indio »), Dibersión de España (« Divertissement espagnol ») et Plaza partida (« L'Arène divisée »).

## Analyse

### Description
À cette époque, il était de coutume, parfois, de diviser l'arène en deux afin de profiter doublement du spectacle.
Les spectateurs occupent les gradins, tandis que de nombreux personnages se situent au bord de l'arène ou sur les tables qui séparent les deux parties de l'arène. Au premier plan, un torero souriant s'apprête à tuer le taureaux. De l'autre côté, un banderillero est en pleine action. La disposition en groupes, bien interprétée par Goya permet de créer une atmosphère très palpable. Cette scène conclut la série des Taureaux de Bordeaux.

### Analyse artistique
Les lithographies montrent une maîtrise supérieure à celles réalisées antérieurement en Espagne, probablement grâce à l'aide d'un certain Gaulon dont il fit le portrait à la même époque.
Alors que les trois premières lithographies de cette série rappellent celles de La Tauromaquia, L'Arène divisée aborde un thème nouveau : la présentation d'une plaza divisée en deux parties. D'un côté, une espada tue un taureau, de l'autre, un banderillero attire l'animal pour la pose des banderilles.
Goya a travaillé sur cette composition, et sur toutes celles des Taureaux de Bordeaux, comme s'il s'agissait d'une œuvre peinte, reprenant les compositions des peintures antérieures. L'Arène divisée de 1825 reprend la peinture à l'huile exécutée sur le même thème : Corrida dans l'arène divisée (Bullfight in a divided ring). Mais il inverse le sujet, ce qui fait que l'espada est encore plus proche sur la gravure que sur la toile d'origine. Les spectateurs y sont plus visibles que dans la peinture, ce qui ne suggère pas la même angoisse, mais rappelle que la corrida est un spectacle populaire où les participants ne sont pas obligatoirement des professionnels. Selon le témoignage de Antonio de Brugada, « (...) l'artiste maniait ses crayons comme des pinceaux, sans jamais les tailler (...) On rirait peut-être si je disais que les lithographies de Goya ont toutes été exécutées à la loupe. Ce n'était pas pour faire fin ; mais ses yeux s'en allaient. » Il joue avec la création d'espaces pour accentuer le protagonisme de la lumière, à la manière d'une illumination théâtrale qui focalise la lumière vers ce que le spectateur doit regarder. Il rend ainsi la foule plus variée et mobile mais moins détaillée, au contraire des gestes des deux protagonistes. Cette préoccupation pour représenter la foule, ma richesse des détails et le concept de composition démarquent très nettement Les Taureaux de Bordeaux de La Tauromaquia, montrant toujours plus de recherche compositive et de maturité de la part de Goya.

## LaCorrida dans l'arène divisée
Il existe aussi une huile sur toile de 98,4 × 126,3 cm conservée au Metropolitan Museum of Art sous le nom de Bullfight in a divided ring, présentée par ce musée comme « attribuée à Francisco de Goya  ». Citée dans les ouvrages sur la peinture de tauromachie comme étant peinte en 1810, elle était encore en 1988 considérée comme une toile de Goya par Alvaro Martinez-Novillo. Elle est reproduite sur une double page du même ouvrage.
En 2003, Robert Bérard la situe en l'année 1812 en la présentant comme la plus grande des œuvres tauromachiques du peintre.